# Emma Härdelin
Emma Härdelin (Krokom, Jämtland tartomány, 1975. szeptember 26. –) svéd zenész. 1993 óta a Garmarna folk-rock együttes hegedűse és vezető énekese, valamint egyben a Triakel folk zenei formáció vezető énekese is.

## Életpályája
A svéd hegedűs Thore Härdelin lányaként országosan elismert zenészek családjában született. A jämtlandi Klukban, valamint a hälsinglandi Delsbóban nőtt fel. Miután elvégzett egy Waldorf-iskolát, és a Malung folkhögskolán (népi főiskolán) Maria Röjås szárnyai alatt elsajátította a népi (folk) ének művészetét, 1993-ban csatlakozott a Garmarna együtteshez, 1995-ben pedig megalapította a Triakelt Kjell-Erik Erikssonnal és Janne Strömstedttel (Hoven Droven).
2004-ben feltűnt a Blindside About a Burning Fire című albumán is, a Shekina számban. 2005-ben Kersti Ståbival, Johanna Bölja Hertzberggel and Katarina Hallberggel együtt kiadták a Kärleksbrev och ryska satelliter (Szerelmeslevél és orosz műholdak) című folk albumukat.
Ezen kívül hallható még egy észt svéd zenei felvételen, a Strand…Rand-on is.